# Dentridactylus
Dentridactylus is een geslacht van rechtvleugeligen uit de familie Tridactylidae. De wetenschappelijke naam van dit geslacht is voor het eerst geldig gepubliceerd in 1974 door Günther.

## Soorten
Het geslacht Dentridactylus omvat de volgende soorten:
- Dentridactylus albisignatus Günther, 1978
- Dentridactylus denticulatus Saussure, 1874
- Dentridactylus keyi Günther, 1978
- Dentridactylus raggei Günther, 1986